# Oreodera paulista
Oreodera paulista es una especie de escarabajo longicornio del género Oreodera, tribu Acrocinini, subfamilia Lamiinae. Fue descrita científicamente por Tippmann en 1953.
El período de vuelo ocurre durante los meses de junio, julio, agosto, septiembre, octubre, noviembre y diciembre.

## Descripción
Mide 11-15 milímetros de longitud.

## Distribución
Se distribuye por Bolivia, Brasil, Guayana Francesa y Paraguay.